# Luis Gil
Luis Gil (n. Garden Grove, California, Estados Unidos el 14 de noviembre de 1993) es un futbolista estadounidense. Juega de mediocampista y su equipo actual es el Querétaro Fútbol Club de la Primera División de México. Tiene ascendencia mexicana de parte su padre.

## Trayectoria

### Inicios
Gil comenzó su carrera futbolística en la Academia IMG en Florida. En 2010 se volvió profesional y firmó un contrato de Generación Adidas con la Major League Soccer.

### Real Salt Lake
Luego de haber sido asignado a los Kansas City Wizards el 22 de febrero de 2010, el club vendió a Gil a Real Salt Lake a cambio de un espacio para jugadores internacionales en plantilla, una selección de segunda ronda en el SuperDraft de la MLS de 2011 y el 25 por ciento de cualquier transferencia futura en caso de que RSL decida vender a Gil a un club fuera de la MLS. Gil hizo su debut profesional en un partido en un partido por la US Open Cup el 2 de junio de 2010 ante el DC United. Luego de ese partido, Gil solo volvió a un jugar una vez más con RSL en varios meses, un partido por la Concacaf Liga de Campeones ante Puntarenas F.C. de Costa Rica el 19 de junio.
El 13 de agosto de 2010, Real Salt Lake cedió a Gil a préstamo al AC St. Louis de la USSF Division 2 Professional League, una liga temporal creada en 2010 que sirvió como la segunda división del fútbol estadounidense y canadiense. Hizo su debut con St. Louis el 20 de agosto, ingresando en el segundo tiempo de un partido ante los Puerto Rico Islanders. Anotó su primer gol con el club el 18 de septiembre de 2010, el gol de la victoria en un partido ante los Austin Aztex.
Gil regresó a RSL en octubre del mismo año, pero recién hizo su debut en la MLS al año siguiente, ingresando en el segundo tiempo en la victoria 4-1 de su club sobre el Los Ángeles Galaxy el 26 de marzo de 2011. Anotó su primer gol en la liga el 6 de agosto de 2012 en la victoria 3-0 sobre el Red Bull New York. Durante esa temporada se estableció como un importante jugador en el sistema del entrenador Jason Kreis.

### Querétaro Fútbol Club
El miércoles 23 de diciembre de 2015 fue fichado por el Querétaro Fútbol Club de la Liga MX.

## Selección nacional

### Selecciones inferiores
Luis Gil participó en el Campeonato Sub-17 de la Concacaf y la Copa Mundial de Fútbol Sub-17 de 2009 con los Estados Unidos.
En junio de 2013, Gil fue incluido en la lista de 21 jugadores que representarán a Estados Unidos en la Copa Mundial de Fútbol Sub-20 en Turquía en ese mismo mes. El 21 de junio fue titular en el partido inaugural de su selección ante España, anotando el único gol de su equipo en la derrota 4-1 en Estambul.
En abril de 2014, Gil fue incluido en la primera convocatoria de la recientemente creada selección sub-21 de los Estados Unidos para un campamento de entrenamiento en California que servirá para comenzar a sentar las bases del equipo sub-23 que competirá en las eliminatorias a los Juegos Olímpicos de Río de Janeiro de 2016. Un año después,  el 18 de septiembre de 2015, fue incluido en la lista oficial de 23 jugadores que disputarán el Torneo Preolímpico de la Concacaf con miras a los Juegos Olímpicos de Río de Janeiro de 2016.  Gil fue titular en el primer partido frente a Canadá y anotó un gol en la victoria 3-1 sobre ese equipo.

### Selección absoluta
Gil fue convocado por primera vez a la selección mayor de los Estados Unidos en enero de 2014, con miras a un partido amistoso frente a Corea del Sur. Hizo su debut en ese partido, ingresando en reemplazo de Brad Davis en el minuto 75.

### Participaciones en Copas del Mundo
| Mundial                  | Sede    | Resultado        | PJ | G |
| ------------------------ | ------- | ---------------- | -- | - |
| Copa Mundial Sub-17 2009 | Nigeria | Octavos de final | 4  | 0 |
| Copa Mundial Sub-20 2013 | Turquía | Fase de grupos   | 3  | 1 |

## Clubes
| Club                       | País           | Año             |
| -------------------------- | -------------- | --------------- |
| Real Salt Lake             | Estados Unidos | 2010 - 2016     |
| AC St. Louis               | Estados Unidos | 2010 (Cesión)   |
| Querétaro F.C.             | México         | 2016 - presente |
| Orlando City Soccer Club   | Estados Unidos | 2017 (Cesión)   |
| Colorado Rapids            | Estados Unidos | 2017 (Cesión)   |
| Houston Dynamo             | Estados Unidos | 2018 (Cesión)   |
| Rio Grande Valley FC Toros | Estados Unidos | 2018 (Cesión)   |

## Estadísticas
Actualizado el 26 de marzo de 2016.
| AC St. Louis Estados Unidos |               |               |     |    |   |   |   |   |     |    |
| 2ª | 2010          | 9             | 0   | 0  | 0 | - | - | 9 | 0   |    |
| Total club | Total club    | 9             | 0   | 0  | 0 | - | - | 9 | 0   |    |
| Real Salt Lake Estados Unidos | 1ª            | 2010          | 0   | 0  | - | - | 0 | 0 | 0   | 0  |
| Real Salt Lake Estados Unidos | 1ª            | 2011          | 28  | 2  | 2 | 0 | 1 | 0 | 31  | 2  |
| Real Salt Lake Estados Unidos | 1ª            | 2012          | 30  | 1  | 1 | 1 | 2 | 0 | 33  | 2  |
| Real Salt Lake Estados Unidos | 1ª            | 2013          | 35  | 5  | 1 | 0 | 0 | 0 | 36  | 5  |
| Real Salt Lake Estados Unidos | 1ª            | 2014          | 28  | 1  | 0 | 0 | 0 | 0 | 5   | 1  |
| Real Salt Lake Estados Unidos | 1ª            | 2015          | 24  | 1  | 2 | 0 | 2 | 0 | 28  | 1  |
| Real Salt Lake Estados Unidos | Total club    | Total club    | 142 | 10 | 6 | 1 | 5 | 0 | 153 | 11 |
| Querétaro FC · México |               |               |     |    |   |   |   |   |     |    |
| 1ª | 2015/16       | 9             | 0   | 0  | 0 | - | - | 9 | 0   |    |
| Total club | Total club    | 9             | 0   | 0  | 0 | - | - | 9 | 0   |    |
| Total carrera | Total carrera | Total carrera | 160 | 10 | 6 | 1 | 5 | 0 | 171 | 11 |
| (2)Incluye datos de la Postemporada de la MLS (2011, 2012, 2013, 2014); el Torneo Clausura de la Liga MX (2015/16) (2)Incluye datos de la US Open Cup (2011, 2012, 2013) (3)Incluye datos de la Concacaf Liga de Campeones (2011, 2012, 2015) |               |               |     |    |   |   |   |   |     |    |

## Palmarés

### Campeonatos nacionales
| Título  | Club      | País   | Año  |
| ------- | --------- | ------ | ---- |
| Copa MX | Querétaro | México | 2016 |